# 郡山東郵便局
郡山東郵便局（こおりやまひがしゆうびんきょく）は福島県郡山市にある一般客向け窓口、ATMを持たないタイプの郵便局（地域区分局）である。

## 概要
住所：福島県郡山市富久山町福原字照内19-1
福島県では2003年から県内の郵便の区分業務を郡山郵便局で集中して行っていたが、2017年6月から当郵便局を新設し、これを移管した。ゆうゆう窓口の設置などは行わず、地域区分専門局として運営している。

## 沿革
- 2017年（平成29年）6月19日 - 開設。郵便の地域区分局業務を郡山郵便局から移管[4]。

## 取扱内容
- 郵便番号の上2桁が96、97の地域（福島県内）あての郵便物を配達局ごとに区分する業務（地域区分局）

## 周辺
- 郡山市 富久山クリーンセンター
- 平成記念郡山こどものもり公園

## アクセス
- 磐越自動車道 郡山東ICから富久山バイパス経由で約5分（4km）
- JR東日本東北本線日和田駅から徒歩35分（2.4km）